# Guerra dels Nou Anys
La Guerra dels Nou Anys (també coneguda com la Guerra de la Lliga d'Augsburg, la Guerra de la Gran Aliança, la Guerra d'Orleans, la Guerra de Successió del Palatinat, o la Guerra de Successió Anglesa) va ser una guerra lliurada a Europa i Amèrica del 1688 al 1697, entre el Regne de França i la Lliga d'Augsburg — que des del 1689, amb l'entrada del Regne d'Anglaterra va ser coneguda com la "Gran Aliança". La guerra es produí com a resistència a l'expansionisme francès al llarg del Rin, així com, per part d'Anglaterra, per salvaguardar els resultats de la Revolució Gloriosa d'una possible restauració de Jaume II d'Anglaterra i VII d'Escòcia afavorida pels francesos.
L'escenari de guerra a Amèrica del Nord, representat per colons francesos i anglesos, va ser conegut a les colònies angleses com la Guerra del rei Guillem.

## Lliga d'Augsburg
La Lliga d'Augsburg va ser formada el 1686 entre Leopold I del Sacre Imperi Romanogermànic, i diversos principats alemanys (el Palatinat, Baviera, i Brandenburg) per tal de resistir l'agressió francesa. L'aliança fou secundada pel Regne de Portugal, les Espanyes, Suècia, i les Províncies Unides.
Els otomans, que lluitaven en la Gran Guerra Turca, van patir una derrota decisiva contra el Sacre Imperi Romanogermànic i els seus aliats en la segona batalla de Mohács el 1687. El 1688 Belgrad i la major part de la plana panònica van ser ocupades pels Habsburg. Els francesos van començar a preocupar-se que els seus rivals dels Habsburg es fessin massa poderosos i finalment es tornarien contra França i van envair l'Electorat del Palatinat per assetjar Philippsburg el 27 de setembre de 1688, trencant la treva i desencadenant la Guerra dels Nou Anys, que va donar l'oportunitat al nou gran visir de reorganitzar i revigoritzar l'exèrcit otomà.
França havia especulat amb una neutralitat benevolent per part de Jaume II d'Anglaterra, però després del canvi d'aquest pel seu gendre Guillem d'Orange, històric enemic de Lluís XIV, Anglaterra va declarar la guerra a França el maig del 1689, i d'ençà la Lliga d'Augsburg va ser coneguda com a la "Gran Aliança", amb el Regne d'Anglaterra, les Espanyes, el Regne de Portugal, les Províncies Unides, i la majoria dels estats alemanys units en contra del Regne de França.

## Inici de les campanyes
La guerra va començar amb la invasió francesa del Palatinat el 1688, aparentment per tal de donar suport a les reivindicacions de la cunyada de Lluís XIV —Elisabet Carlota, Duquessa d'Orleans— sobre aquest territori, després de la mort del seu nebot el 1685 i per fer valer els drets d'herència de la branca jove de la família Neuburg. La severitat i duresa en les accions empreses per rei francès van unir tots els estats alemanys a les ordres de l'Emperador, que llavors es trobava força enfeinat lluitant a Hongria contra l'Imperi Otomà.
D'acord amb aquesta nova política agressiva a Alemanya, Lluís hi va enviar més tropes a la tardor de 1688. Es van cometre abusos i saquejos a les parts meridionals del país, com a Augsburg. Com a reacció, nous membres es van unir a la Lliga d'Ausgsburg gràcies al Tractat de Viena el maig de 1689, esdevenint així la Gran Aliança: les Espanyes, Províncies Unides, Suècia, Savoia i alguns estats italians, el Regne d'Anglaterra, l'Emperador i Brandenburg.
El Marqués de Louvois havia enllestit la gran tasca d'organitzar un exèrcit francès regular i permanent, i l'havia convertit no només en el millor, sinó també - i de llarg- en el més nombrós d'Europa, amb no menys de 375.000 soldats i 60.000 mariners pels volts de 1688. La infanteria estava uniformada i instruïda, i la baioneta i els moderns mosquetons havien estat introduïts. L'única relíquia era la pica, que encara era emprada aproximadament per una quarta part de l'exèrcit, tot i que començava a caure en desús. El primer regiment d'artilleria va ser creat el 1684.

### Una destrucció sistemàtica
El 1689 el rei de França disposava de sis exèrcits de terra. A Alemanya, on havia executat l'atac la tardor anterior, no estava en bona posició per resistir el principal exèrcit de la coalició. Per això, Louvois ordenà moure's al Palatinat, on la devastació del país al voltant de Heidelberg, Mannheim, Speyer, Oppenheim i Worms va ser despietada i metòdicament realitzada entre gener i febrer de 1689.
Hi havia hagut devastacions en guerres prèvies, fins i tot Turenne havia utilitzat l'argument de foc i espasa per aterrir una població o un príncep, mentre que la història sencera dels deu darrers anys de la gran guerra havia tingut uns exèrcits incendiaris que deixaren un rastre al seu pas que costaria més d'un segle en ser esborrat. Però aquí la devastació va ser una mesura purament militar, executada sistemàticament sobre un front estratègic sense cap altre propòsit que retardar l'avenç de l'exèrcit enemic. Diferia del mètode de Turenne o Oliver Cromwell, ja que les víctimes no eren aquells que la guerra volia reduir a submissió, sinó d'altres que no tenien gens d'interès en l'enfrontament.
La teoria feudal que tots els subordinats d'un príncep en la guerra eren vassalls armats i, per tant, un enemic de l'enemic del príncep, havia esdevingut en la pràctica obsoleta durant els dos segles anteriors; en 1690 l'organització de la guerra, les seves causes, els seus mètodes i els seus instruments havien quedat sense sentit en la gent corrent, i s'havia assumit que només l'exèrcit estava relacionat amb l'activitat armada. Aquesta devastació provocà un rebuig universal i, en paraules d'un escriptor francès modern, la idea d'Alemanya va néixer de les flames del Palatinat.
Com a mesura militar aquesta acció era, a més, bastant poc profitosa, ja que era impossible que el comandant francès, Marshal Duras, pogués resistir al costat est del Rin central, i considerà millor retirar-se més cap al sud i destruir, de pas, Baden i Breisgau, que no eren ni tan sols una necessitat militar. El gran exèrcit dels aliats va arribar molt més al nord i els francesos no varen trobar cap oposició al seu avançament.

### Accions dels aliats
Carles V, Duc de Lorena i Maximilià de Baviera, Elector de Baviera (camarades en la guerra turca) assetjaren Magúncia, i l'elector de Brandenburg feu el mateix amb Bonn. Aquest últim, seguint el mal exemple dels seus enemics, bombardejà la ciutat inútilment en comptes d'obrir una bretxa als seus murs i dominar la guarnició francesa.
Magúncia es va haver de rendir el 8 de setembre de 1688. El governador de Bonn, sense intimidar-se pel bombardeig, resistí fins que l'exèrcit que havia pres Magúncia reforçà l'elector de Brandenburg, i llavors, rebutjant els durs termes de rendició es resistí fins a un últim atac el 12 d'octubre de 1688. Només 850 homes d'entre el seu 6.000 quedaven per rendir-se, i el Duc de Lorena, menys agressiu que l'Elector, els escortà de manera segura a Thionville.
Boufflers, amb un altre dels exèrcits de Lluís, operava des de Luxemburg, capturada pels francesos el 1684, i Trarbach cap al Rin. Malgrat obtenir una victòria menor el 21 d'agost a Kochheim, no va ser capaç d'alliberar ni Magúncia ni Bonn.

## Campanya irlandesa de 1690-91
Per mirar de restaurar Jaume II i deixar a Anglaterra fora de la Gran Aliança, Lluís XIV aportà homes, ajuda militar i financera als seguidors de Jaume (jacobitisme) a Irlanda. Guillem d'Orange es veu forçat a anar a Irlanda per lluitar, i allí derrota Jaume a la batalla del Boyne, el juliol de 1690, i va acabar així amb les esperances que Jaume tenia de recuperar el seu tron. La guerra continua fins al juliol de 1691, quan Ginkel, general del rei Guillem, infligeix una derrota que destrossa les tropes franceses i irlandeses a la batalla d'Aughrim.

## Campanya als Països Baixos
A l'escenari principal de la guerra, el continent, les primeres campanyes militars tenen lloc principalment als Països Baixos espanyols i van ser guanyades generalment per França. Després d'un contratemps a la batalla de Walcourt, l'agost de 1689, en el que els francesos són derrotats per l'exèrcit aliat dirigit pel Príncep Georg Friedrich de Waldeck, el 1690 els francesos a les ordres del François-Henri de Montmorency, Duc de Luxembourg vencen a la batalla de Fleurus.
Els francesos també tenen èxit als Alps el 1690, amb el Mariscal Catinat que derrotà el Duc de Savoia a la batalla de Staffarda i ocupen Savoia. La recuperació de Belgrad pels turcs l'octubre del mateix any va ser una benedicció per als francesos, ja que aquest fet impedia l'Emperador de fer la pau amb els turcs i l'obligava a enviar una part de les seves forces a l'oest.
El francesos segueixen amb èxit en 1691 quan el Mariscal Luxemburg captura Mons i Halle, Bèlgica, i derrota a Waldeck a la batalla de Leuze, mentre el Mariscal Catinat continuava el seu avenç a Itàlia, i un altre exèrcit francès avançava cap a Catalunya. En 1692 Namur era capturat per un exèrcit francès sota l'ordre directa del rei, i els francesos tiren enrere una ofensiva aliada sota Guillem d'Orange a la batalla de Steinkeerke.

## Batalles Navals
El costat naval de la guerra no està marcat per cap demostració gaire conspícua d'energia o capacitat, però va estar singularment decisiu en els seus resultats. Al començament de la lluita la flota francesa navegava al complet buscant d'enfrontar-se a les flotes de la Gran Bretanya i Holanda. Ja en 1690 mostrava una superioritat marcada i les va vèncer a la batalla de Beachy Head.
Els francesos fracassaren en consolidar els seus èxits a causa de l'enviament d'ajuda de les forces Jacobites a Irlanda i al fet de no fixar-se com a objectiu estratègic el control sobre el Canal de la Mànega. Tanmateix, el seu fracàs era també degut, en gran manera, a causa de l'esgotament de les finances franceses, a la incapacitat dels almiralls francesos de fer un ús adient de les seves flotes, i la incapacitat dels ministres del rei per dirigir els esforços dels seus oficials navals amb propòsits més eficaços.

### Domini francès inicial
Quan la guerra començava en 1689, l'almirallat britànic estava encara patint els desordres del regnat de Carles II d'Anglaterra, i que s'havien atenuat, només en part, durant el curt regnat de Jaume II. Els primers esquadrons s'enviaren tard i en nombre insuficient. D'altra banda, Els neerlandesos, esgotats per l'obligació de mantenir un gran exèrcit, trobaven cad cop més dificultats per tenir a punt una flota per a una acció avançada. Lluís XIV, amb uns recursos fins ara inesgotables, tenia el poder per colpejar primer. L'oportunitat que se li presentava era molt apetitosa. Irlanda era encara lleial a Jaume II, i per això hauria resultat una admirable base d'operacions per a la flota francesa, però no es va produir cap intent seriós per aprofitar aquesta avantatge.
El març de 1689, el rei Jaume desembarcava i es preparaven reforços a Brest. Un esquadró britànic, sota les ordres d'Arthur Herbert, 1èr comte de Torrington, fou enviat per a interceptar-los, però van arribar massa tard al port francès, i en retornar a la costa d'Irlanda el 10 de maig van veure el comboi del Cap Vell de Kinsale. L'11 de maig, l'almirall francès François Louis de Rousselet, Marquès de Chateaurenault, resistí a la badia de Bantry i es produí un enfrontament poc decisiu; pogueren desembarcar les tropes i provisions per al rei Jaume. Com a conseqüència, britànics i francesos retornaren a casa, i ni aquell any ni el següent França va fer cap esforç seriós per aconseguir el domini del mar entre Irlanda i Anglaterra.

### Revifada anglesa i holandesa
El 10 de juliol de 1690, una gran flota francesa que havia entrat al canal d'Anglaterra, aconseguí un èxit sobre les flotes britàniques i holandeses combinades en l'anomenada batalla de Beachy Head, que no va ser seguida d'intervencions importants. Durant l'any següent, mentre la causa de Jaume s'arruïnava finalment a Irlanda, la flota francesa navegava pel golf de Biscaia, principalment per tal d'evitar enfrontaments.
Durant el 1689, 1690 i 1691, els esquadrons britànics varen estar actius a la costa irlandesa. Un dels esquadrons aixecava el setge de Londonderry el juliol de 1689, i un altre transportava les primeres forces britàniques enviades sota les ordres de Frederic Schomberg, 1èr Duc de Schomberg. El 1690, immediatament després dels fets de Beachy Head, una part de la flota del Canal realitzava una expedició sota el comandament de John Churchill, 1èr Duc de Marlborough, que prenia Suro i posava sota el seu control una gran part del sud de l'illa.
El 1691 els francesos feien poc més que ajudar a capturar els nàufrags dels seus aliats i dels seus propis destacaments. El 1692 intentaren un vigorós però tardà intent per atacar la flota amb l'objectiu de cobrir una invasió d'Anglaterra a la batalla de La Hougue. Acabada en derrota, els aliats romanien els amos del Canal. Tot i així, la derrota de La Hougue no va afectar el poder naval de Lluís i, l'any 1693, va poder donar un cop sever als aliats.
En aquest sentit, els acords dels governs aliats i els almiralls no eren bons. No feien cap esforç per bloquejar Brest, ni feien passos eficaços per descobrir si la flota francesa havia deixat el port. El comboi era vist més enllà de les Illes Scilly prop de la flota principal. Però com l'almirall francès Tourville havia deixat Brestpel per l'estret de Gibraltar amb una força potent i s'havia unit a un esquadró de Toló, el comboi sencer s'escampà, en els últims dies de juny, a prop de la Badia de Lagos. Encara que aquest èxit era un just contrast per a la derrota a La Hogue, era l'últim esforç seriós fet per l'armada de Lluís XIV en aquesta guerra. La necessitat de diners l'obligà a conservar la seva flota.
Els aliats eren ara lliures per a actuar, assetjar la costa francesa, interceptar comerç francès, i cooperar de diferents maneres contra França. Algunes de les operacions empreses van destacar més per la violència de l'acció que per a la magnitud dels resultats. Els nombrosos bombardeigs de ports francesos del canal, i els intents de destruir Sant-Maloù, la gran infermeria dels corsaris francesos actius, van ser menys efectius del que pot semblar.
Un atac britànic contra Brest el juny 1694 era rebutjat amb fortes pèrdues. Tanmateix, també cal destacar la incapacitat del rei francès per evitar aquestes accions, el que mostrava la debilitat de la seva armada i les limitacions del seu poder, tot i que la protecció de comerç britànic i holandès no va ser mai completa, perquè els corsaris francesos varen estar actius fins al final. Ara bé, el comerç marítim francès es va arruïnar completament.

### Cooperació amb la Marina Espanyola
La desgràcia dels aliats va ser que la seva cooperació amb altres exèrcits ho era en gran part amb les forces d'una potència tan lànguida i tan arruïnada com Espanya. Encara la sèrie d'operacions dirigides per Russel a la Mediterrània entre 1694 i 1695 demostrava la superioritat de la flota aliada, i verificava l'avenç dels francesos a Catalunya.
Contemporàniament amb les campanyes a Europa va haver una sèrie llarga de creuers contra els francesos a les Índies Orientals, empresos per l'armada britànica, amb més o menys ajuda des dels neerlandesos i una feble aluda des del bàndol espanyol. Començaven amb el creuer del capità Lawrence Wright en 1690–1691, i acabava amb el de l'Almirall John Nevell en 1696–1697. No es pot dir que assolessin cap èxit notable, però debilitaven el control francès en les seves possessions a les índies orientals i Amèrica del Nord. Cal destacar, el 1690, l'atac dirigit per Guillem Phips sobre Quebec, amb una força reclutada a les colònies britàniques, que acabà en derrota (Batalla del Quebec). Cap d'aquestes accions va tenir tant èxit com el saqueig, el 1697, de Cartagena (Amèrica del Sud) pel francès Pointis, al front d'una força semi-pirata.
En aquestes forces navals massa sovint hi havia conductes indesitjables per part dels bucaners i pirates de les índies orientals. Els oficials navals que vivien lluny de casa, per assegurar-los immunitat, adquirien hàbits gairebé al nivell de pirates i bucaners. La no implantació de les normes sanitàries i la seva ignorància, provocaren la difusió de malalties. En el cas de l'esquadró de l'Almirall Nevil, el mateix almirall i tots els seus capitans, excepte un, moriren durant el creuer, i els vaixells restaren sense comandaments. Tanmateix eren els seus propis vicis que provocaven el fracàs d'aquestes expedicions, i no la força defensiva francesa.
La crisi financera va donar lloc a una transformació de l'estratègia de la marina francesa, perquè les potències marítimes havien superat França en la construcció naval i les armes, i disposaven d'una creixent superioritat numèrica. Sébastien Le Prestre, el marquès de Vauban, va suggerir abandonar la guerra naval clàssica, en favor d'esquadrons d'atac de vaixells mercants, la guerra dels corsaris. Vauban va argumentar que aquesta estratègia privaria l'enemic de la seva base econòmica, necessària per mantenir per les forces de terra. Els pirates actuaven sols o en grups des de Dunkerque, Sant-Maloù i altres ports més petits i va tenir un gran èxit. Per exemple, el 1695, set vaixells de línia del Marquès de Nesmond van capturar els vaixells de la Companyia Britànica de les Índies Orientals, per un valor de 10 milions de lliures. Al maig de 1696, Jean Bart creua el bloqueig de Dunkerque i l'atac a un comboi en l'holandès al Mar del Nord destrueix 45 vaixells. Al maig de 1697, el Jean-Bernard de Pointis es va apoderar de Cartagena amb una esquadra de pirates i va informar d'un botí de 10.000.000 lliures, que compartiria entre el rei i ell. La flota aliada va bombardejar les viles dels corsaris de Sant-Maloù, Granville, Calais i Dunkerque per destruir l'amenaça. Quan la guerra acabà, l'armada del rei Lluís XIV havia desaparegut del mar.

## La campanya terrestre
Tanmateix, a terra, la guerra continuava amb èxits de les tropes franceses. El 1693 es produïa una altra victòria de Luxemburg sobre Guillem a la batalla de Landen, i la captura de Charleroi per part dels francesos, a més d'una victòria decisiva a la batalla de Marsaglia, al Piemont. El 1694 els francesos avançaven cap a Catalunya i assetjaven Barcelona, però que van ser obligats a retirar-se per la intervenció de la flota anglesa.
La causa francesa va quedar significativament perjudicada per la mort de Luxemburg, el 1695, i després de l'estiu Guillem obté alguns triomfs i pel setembre captura Namur. El 1696 se signa el Tractat de Torí que donava per acabada la participació de Savoia a la guerra, i ara els francesos podien enviar més tropes al front del nord; així van poder rebutjar les posteriors ofensives de Guillem. Tot aquest període va estar marcat per la fam i la recessió.

## La campanya a Catalunya
L'únic teatre d'operacions decisiu al continent europeu fou Catalunya. Les tropes espanyoles només podien oferir resistència, i els aliats eren incapaços d'aportar el suport suficient.
El duc de Noailles va ocupar Camprodon el 1689, que fou recuperat poc més tard pel duc de Vilafermosa, i el 1690 el mateix Noailles va ocupar Sant Joan de les Abadesses, Sant Pere de Ribes i Ripoll, i el 1691, la Seu d'Urgell), i va fortificar Bellver de Cerdanya. Les forces franceses comptaven amb uns 12.000 homes el 1690, però aquesta xifra va baixar a 10.000 homes el 1691.
Els combats van estar dominats per una guerra amfíbia, amb el bombardeig naval de diverses ciutats costaneres de la Corona d'Aragó, com Barcelona i Alacant, i es van amenaçar Vinaròs i Peníscola.
El 1694, quan la resta de fronts estaven més tranquils, el front català va adquirir més importància i les tropes franceses van incrementar els seus efectius fins als 26.000 homes. A causa del setge de Roses, la vila va caure el 1693, i posteriorment els francesos van vèncer els espanyols a la batalla de Verges el 27 de maig de 1694, prenent Palamós el 31 de maig, Girona el 10 de juny, Hostalric el 29 de juny, i Castellfollit de la Roca el 8 de setembre, amb un front que es mantindria estable fins a l'ofensiva de 1697.
El 1697, els francesos van saquejar Sant Feliu de Llobregat, i van fer fugir el virrei, que s'hi refugiava.
La negativa d'algunes poblacions a pagar, i les accions dels miquelets produeixen represàlies en forma de crema de cases i esglésies.
L'arribada de la flota aliada comandada per l'almirall Russell va evitar el setge que es planejava per Barcelona. Però quan, el 1696, la flota marxà de Cadis cap al nord, va fer possible que el 1697 Lluís Josep de Borbó, duc de Vendôme, amb la flota francesa de Victor-Marie d'Estrées, capturés Barcelona amb l'acció militar més important del finals de la guerra.

## Guerra a les colònies
Quan la notícia de la guerra a Europa va arribar a Àsia, els governadors i els comerciants anglesos, francesos i holandesos es van llançar ràpidament a la lluita. A l'octubre de 1690, l'almirall Duquesne va bombardejar la flota anglo-holandesa a Madras en un atac temerari que va iniciar la guerra a l'extrem orient. En 1693, els holandesos van posar en marxa una expedició en contra dels seus rivals comercials francesos de Pondicherry al sud-est de l'Índia. La guarnició francesa al comandament de François Martin va caure el 6 de setembre.
Al Carib, Saint-Christophe va canviar de mans dues vegades, però Jamaica, Martinica i Hispaniola no es van veure afectats pels combats i tot i que els aliats tenien superioritat naval en aquestes zones aïllades, no podien evitar el proveïment de les colònies franceses.

## Pau
La guerra no va tenir un clar guanyador, i els acords del Tractat de Rijswijk obligaren a retornar a l'statu quo ante. Lluís va acceptar el retorn de Catalunya als espanyols, i Luxemburg i Lorena a l'imperi, tot i que tothom ho va veure com un intent d'augmentar les seves possibilitats d'accedir al tron espanyol després de la mort de Carles II, que s'intuïa que moriria sense fills.